# Physaria occidentalis
Physaria occidentalis är en korsblommig växtart som först beskrevs av Sereno Watson, och fick sitt nu gällande namn av O'kane och Al-shehbaz. Physaria occidentalis ingår i släktet Physaria och familjen korsblommiga växter.

## Underarter
Arten delas in i följande underarter:
- P. o. cinerascens
- P. o. occidentalis